# Celsus Kelly
Pour les articles homonymes, voir Kelly.
Celsus John Kelly (Shepparton, 27 juin 1900 – Sydney, 5 octobre 1975) est un historien franciscain originaire d'Australie qui s'est consacré au recueil et à la publication de milliers de documents témoignant de l'exploration espagnole et portugaise du Pacifique sud.
Ordonné prêtre le 13 juillet 1925, il a pris le nom en religion de Celsus. Il a d'abord travaillé en Australie et en Nouvelle-Zélande, avant d'avoir accès aux bibliothèques européennes à partir de 1954. Il a fondé les presses des Études historiques franciscaines d'Australie, qui ont publié entre 1963 et 1973 les six volumes de son Australia Franciscana. Il est mort le 5 octobre 1975 au cours d'un voyage en Australie.
Il a été fait par l'Espagne commandeur de l'Ordre d'Isabelle la Catholique. Ses œuvres ne sont traduites ni en français, ni en espagnol, ni en italien.

## Distinctions
- Commandeur de l'ordre d'Isabelle la Catholique